# Paul Schmidt-Hellinger
Paul Schmidt-Hellinger (geb. Schmidt; * 17. August 1985 in Dippoldiswalde) ist ein deutscher Mediziner und Langstreckenläufer.

## Werdegang
| Deutscher Rekord 50 km, Berlin, 5. März 2016 | Deutscher Rekord 50 km, Berlin, 5. März 2016 | Deutscher Rekord 50 km, Berlin, 5. März 2016 | Deutscher Rekord 50 km, Berlin, 5. März 2016 |
| Distanz                                      | Split                                        | Gesamtzeit                                   |                                              |
| -------------------------------------------- | -------------------------------------------- | -------------------------------------------- | -------------------------------------------- |
| Runde 1: km 5                                | 17:20 min                                    | 17:20 min                                    |                                              |
| Runde 2: km 10                               | 17:13 min                                    | 34:33 min                                    |                                              |
| Runde 3: km 15                               | 17:06 min                                    | 51:39 min                                    |                                              |
| Runde 4: km 20                               | 16:49 min                                    | 1:08:27 h                                    |                                              |
| Runde 5: km 25                               | 16:41 min                                    | 1:25:07 h                                    |                                              |
| Runde 6: km 30                               | 16:30 min                                    | 1:41:37 h                                    |                                              |
| Runde 7: km 35                               | 16:24 min                                    | 1:58:01 h                                    |                                              |
| Runde 8: km 40                               | 16:35 min                                    | 2:14:35 h                                    |                                              |
| Runde 9: km 45                               | 17:00 min                                    | 2:31:35 h                                    |                                              |
| Runde 10: km 50                              | 17:32 min                                    | 2:49:06 h                                    |                                              |

Paul Schmidt-Hellinger begann zu Beginn der fünften Klasse mit dem Laufen, vorher betrieb er Schwimmen als Sport. Bereits zu diesem Zeitpunkt lief er die 1000 Meter ohne spezielles Training in 3:48 min.
Es folgten, nun für den TSV Dresden startend, Teilnahmen an den Deutschen Juniorenmeisterschaften 2003 und den Crosslauf-Europameisterschaften 2004.
Weitere Höhepunkte in der Karriere von Paul Schmidt-Hellinger waren die Teilnahme der Crosslauf-Europameisterschaften 2006, der Titel des Deutschen Amateurmeister auf der olympischen Distanz im Triathlon 2007 und der Gewinn der Deutschen Hochschulmeisterschaften 2007 über 5000 Meter in 14:46,49 min. Anschließend erfolgte ein Wechsel von der Bahn zum Straßenlauf.
Seinen ersten Marathon absolvierte und gewann er 2009 beim Dresden-Marathon in 02:32:45 h.
Bei den Deutschen Meisterschaften 2016 über 50 km in Berlin lief er einen neuen deutschen Rekord auf diese Distanz. Die erzielte Zeit von 02:49:06 h war zudem Weltjahresbestleistung über diese Distanz. Die restliche Saison 2016 musste Paul Schmidt-Hellinger eine längere Verletzungspause einlegen.
Paul Schmidt-Hellinger ist verheiratet und lebt in Schildow, Gemeinde Mühlenbecker Land nördlich von Berlin.
Seit dem erfolgreichen Abschluss seines Medizin-Studiums im November 2010 arbeitet er als Arzt in der Sportmedizin der Charité in Berlin und ist Verbandsarzt der A-Nationalmannschaft der Leichtathleten.

## Persönliche Bestzeiten
- 1 Meile: 4:18,62 min, 14. Mai 2015, Berlin
- 3000 m: 8:30,82 min, 31. Januar 2015, Berlin
- 5000 m: 14:43,23 min, 30. Mai 2015, Berlin
- 10.000 m: 29:58,53 min, 2. Mai 2015, Ohrdruf
- Halbmarathon: 1:04:58 h, 29. März 2015, Berlin
- Marathon: 2:19:35 h, 1. August 2015, Rostock
- 50-km-Straßenlauf: 2:49:06 h, 5. März 2016, Berlin (deutscher Rekord, Weltjahresbestleistung 2016)

## Persönliche Erfolge
| Datum/Jahr    | Rang | Wettbewerb              | Austragungsort    | Zeit     | Bemerkung                                                                     |
| ------------- | ---- | ----------------------- | ----------------- | -------- | ----------------------------------------------------------------------------- |
| 9. Dez. 2018  | 1    | Barbados Marathon       | Bridgetown        | 02:30:59 | 36. Run Barbados                                                              |
| 14. Apr. 2018 | 1    | Airport Night Run       | Schönefeld        | 01:11:07 | 12. Airport Night Run; Flughafen Berlin Brandenburg                           |
| 8. Apr. 2018  | 10   | Hannover-Marathon       | Hannover          | 01:07:41 | 28. HAJ Hannover Marathon; 9. Platz DM Halbmarathon 2018                      |
| 4. Feb. 2018  | 72   | ECCC Cross Country      | Mira (Portugal)   | 00:32:48 | European Champion Clubs Cup; 12. Platz Teamwertung ART Düsseldorf             |
| 3. Dez. 2017  | 1    | Barbados Marathon       | Bridgetown        | 02:36:13 | 35. Run Barbados                                                              |
| 29. Okt. 2017 | 14   | Frankfurt-Marathon      | Frankfurt am Main | 02:27:23 | 36. Mainova Frankfurt Marathon; Pacemaker für Sara Hall                       |
| 17. Sep. 2017 | 30   | Kopenhagen-Halbmarathon | Kopenhagen        | 01:09:15 | 3. Copenhagen Half Marathon                                                   |
| 2. Apr. 2017  | 71   | Berliner Halbmarathon   | Berlin            | 01:12:10 | 37. Berliner Halbmarathon; Pacemaker für Sabrina Mockenhaupt                  |
| 20. März 2016 | 5    | Citylauf Dresden        | Dresden           | 00:31:33 | 10 km Straße; 26. Internationaler Citylauf Dresden                            |
| 5. März 2016  | 1    | BERLIN 50K              | Berlin            | 02:49:06 | Deutsche Meisterschaften 50 km 2016; deutscher Rekord, Weltjahresbestleistung |
| 27. Sep. 2015 | 64   | Berlin-Marathon         | Berlin            | 02:23:55 | 42. BMW Berlin-Marathon 2015                                                  |
| 1. Aug. 2015  | 1    | Rostock-Marathon        | Rostock           | 02:19:35 | 13. hella marathon nacht rostock (Streckenrekord)                             |
| 26. Apr. 2015 | 1    | Oberelbe-Marathon       | Dresden           | 00:31:58 | 10 km Straße; 18. VVO Oberelbe-Marathon                                       |
| 19. Apr. 2015 | 1    | Hannover-Marathon       | Hannover          | 00:30:26 | 10 km Straße; 25. HAJ HANNOVER MARATHON (Streckenrekord)                      |
| 29. März 2015 | 21   | Berliner Halbmarathon   | Berlin            | 01:04:58 | 35. Berliner Halbmarathon                                                     |
| 19. Okt. 2014 | 4    | Dresden-Marathon        | Dresden           | 02:41:49 | 16. Morgenpost Dresden Marathon                                               |
| 12. Okt. 2014 | 14   | Grand 10 Berlin         | Berlin            | 00:30:36 | 10 km Straße; 7. ASICS Grand 10 Berlin                                        |
| 7. Sep. 2014  | 17   | Alsterlauf              | Hamburg           | 00:31:21 | 10 km Straße; 25. Internationaler Alsterlauf                                  |
| 2. Aug. 2014  | 1    | Rostock-Marathon        | Rostock           | 02:30:34 | 12. hella marathon nacht rostock                                              |
| 22. Juni 2013 | 7    | Hamburg-Halbmarathon    | Hamburg           | 01:07:14 | 19. hella hamburg halbmarathon                                                |
| 3. Aug. 2013  | 1    | Rostock-Marathon        | Rostock           | 02:32:23 | 11. hella marathon nacht rostock                                              |